# John Boyd (Autor)
John Boyd (eigentlich Boyd Bradfield Upchurch; geboren am 3. Oktober 1919 in Atlanta, Georgia; gestorben am 8. Juni 2013 ebenda) war ein amerikanischer Science-Fiction-Autor.

## Leben
Upchurch war der Sohn des Eisenbahnangestellten Ivie Doss Upchurch und von Margarete Blake, geborene Barnes. Seine Eltern stammten aus England, wo er während des Zweiten Weltkriegs auch in der Navy diente. 1944 heiratete er Fern Gillaspy Lorts. Nach dem Ende des Krieges machte er 1947 seinen Abschluss an der University of Southern California und arbeitete dann bis 1970 bei Star Engravings, danach war er freier Schriftsteller.
1968 veröffentlichte er unter seinem wirklichen Namen einen historischen Roman bei dem neu gegründeten Verlag Weybright & Talley und zugleich einen Science-Fiction-Roman. Ohne sein Zutun wurde der SF-Roman vom Verlag unter dem Pseudonym John Boyd publiziert, das Upchurch fortan für seine SF-Romane verwendete. Bis 1979 erschienen deren 11, außerdem der genannte historische Roman sowie Scarborough Hall (1976), eine Südstaaten-Geistergeschichte, sowie zusammen mit dem Politiker Richard Howard Ichord das Buch Behind Every Bush: Treason or Patriotism? (1979) über Ichords Zeit als Vorsitzender des Komitees für unamerikanische Umtriebe.
Boyds bekanntestes Buch ist sein SF-Debüt, The Last Starship from Earth (1968), in deutscher Übersetzung 1978 unter dem Titel Der Überläufer erschienen.
Die im Roman dargestellte Welt scheint zunächst eine Art dystopischer Zukunftswelt, beherrscht von einer übermächtigen Kirche, in der Ketzer auf den Planeten „Hölle“ verbannt werden. Es stellt sich dann heraus, dass es eine Alternativwelt ist, in der Jesus nicht mit 33 Jahren gekreuzigt wurde, sondern lebte und Zeit hatte, eine Kirche zu gründen. Es gibt ein Kastensystem, an dessen Spitze Klerus und Wissenschaftler stehen. Mischehen zwischen Angehörigen verschiedener Kasten sind verboten. Als der Protagonist, Sohn eines Wissenschaftlers, sich in eine Kunststudentin verliebt, wird er nach „Hölle“ verschifft. Dort wird er von den Bewohnern mittels einer Zeitmaschine in das Zeitalters Jesu geschickt, wo er dafür sorgt, dass der uns bekannte Geschichtsablauf sich realisiert. Unsterblich geworden, geistert er fortan als „Ewiger Jude“ durch die Jahrhunderte.
Der Roman fand ein positives Echo bei der Kritik. Robert A. Heinlein hielt ihn für „die beste Anti-Utopie und die stärkste Satire auf die Trends in unserer Gesellschaft seit 1984“.

## Bibliografie
Romane
Sofern nicht anders vermerkt, handelt es sich bei den untenstehenden Werken um Science-Fiction-Romane.
- The Last Starship from Earth (1968)
  - Deutsch: Der Überläufer. Übersetzt von Heinz Plehn. Droemer Knaur (Knaur Science Fiction & Fantasy #706), 1978, ISBN 3-426-05706-9.
- als Boyd Upchurch: The Slave Stealer (historischer Roman, 1968)
- The Pollinators of Eden (1969)
  - Deutsch: Die Sirenen von Flora. Übersetzt von Joachim Pente. Droemer Knaur (Knaur Science Fiction & Fantasy #5746), 1982, ISBN 3-426-05746-8.
- The Rakehells of Heaven (1969)
- Sex and the High Command (1970)
- The Organ Bank Farm (1970)
- The Doomsday Gene (1972)
  - Deutsch: Die schwarze Kartei. Übersetzt von Klaus Weidemann. Ullstein Science Fiction & Fantasy #31022, 1981, ISBN 3-548-31022-2.
- The I. Q. Merchant (1972)
- The Gorgon Festival (1972)
- Andromeda Gun (1974)
  - Deutsch: Der Andromeda Gunman. Übersetzt von Bodo Baumann. Heyne Science Fiction & Fantasy #3879, 1982, ISBN 3-453-30766-6.
- Barnard's Planet (1975)
- als Boyd Upchurch: Scarborough Hall (Roman, 1976)
- The Girl with the Jade Green Eyes (1978)
- als Boyd Upchurch, mit Richard Howard Ichord: Behind Every Bush: Treason or Patriotism? (Sachbuch, 1979)

Kurzgeschichten
- The Girl and the Dolphin (in: Galaxy Magazine, March-April 1973)

Sachliteratur
- Behind Every Bush (1979; mit Richard H. Ichord)